# Typhlosaurus vermis
Typhlosaurus vermis är en ödleart som beskrevs av  George Albert Boulenger 1887. Typhlosaurus vermis ingår i släktet Typhlosaurus och familjen skinkar. Inga underarter finns listade i Catalogue of Life.